# Biganon
Biganon est une ancienne commune des Landes. En 1965, elle est rattachée à la commune de Moustey,, dont elle constitue de nos jours un simple quartier.

## Toponymie
L'étymologie de Biganon est Vicanus (du latin : de bourg, de village). Un document de 1640 fait mention du toponyme sous la forme de Vicanon.

## Histoire
La paroisse de Biganon est au Moyen Âge dans l'aire d'influence du château de Belhade. 
En 1965, Biganon fut rattachée à Moustey, sous le régime de la fusion simple.

## Population et société

### Démographie
| 1793 | 1800 | 1806 | 1821 | 1831 | 1836 | 1841 | 1846 | 1851 |
| ---- | ---- | ---- | ---- | ---- | ---- | ---- | ---- | ---- |
| 360  | 346  | 344  | 431  | 446  | 433  | 449  | 462  | 473  |

| 1856 | 1861 | 1866 | 1872 | 1876 | 1881 | 1886 | 1891 | 1896 |
| ---- | ---- | ---- | ---- | ---- | ---- | ---- | ---- | ---- |
| 504  | 472  | 475  | 412  | 409  | 354  | 372  | 379  | 359  |

| 1901 | 1906 | 1911 | 1921 | 1926 | 1931 | 1936 | 1946 | 1954 |
| ---- | ---- | ---- | ---- | ---- | ---- | ---- | ---- | ---- |
| 353  | 365  | 313  | 260  | 237  | 202  | 169  | 130  | 101  |

| 1962 | - | - | - | - | - | - | - | - |
| ---- | - | - | - | - | - | - | - | - |
| 64   | - | - | - | - | - | - | - | - |

## Culture locale et patrimoine
- Église Saint-Pierre-ès-Liens de Biganon, datant du XIe siècle, inscrite avec la fontaine Sainte-Ruffine aux monuments historiques par arrêté du 17 janvier 1997[4].

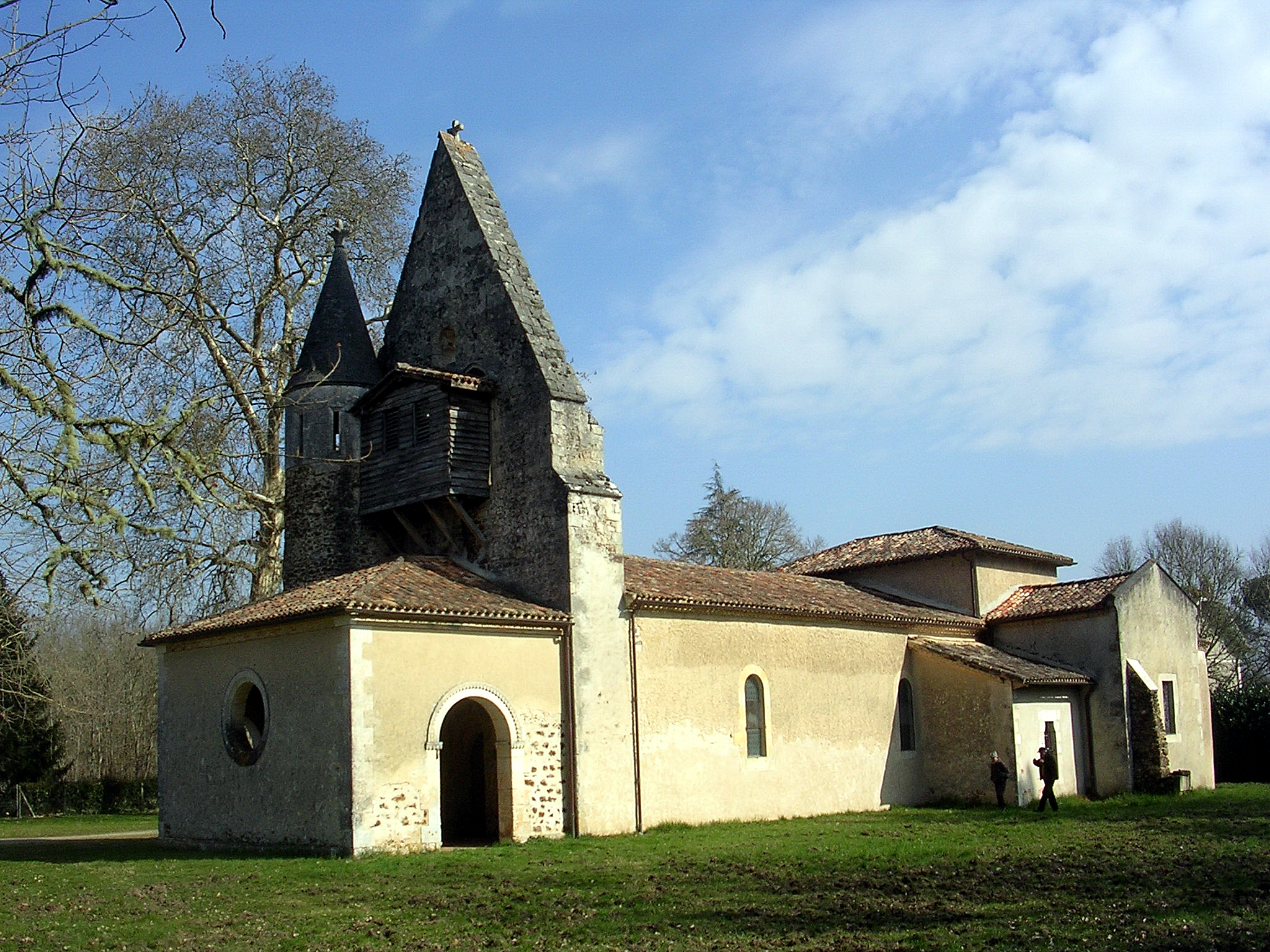
Vue différente de l'église.
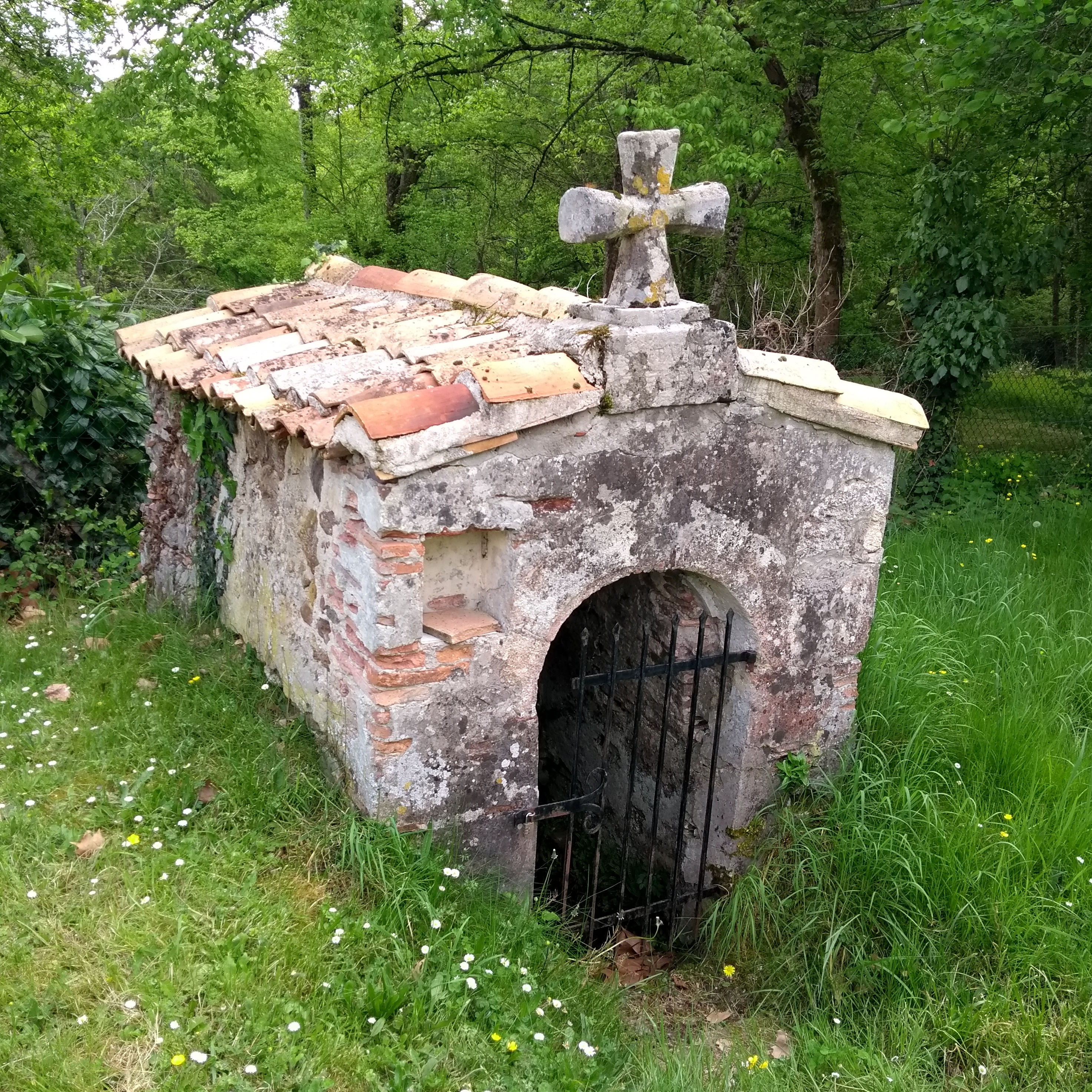
Source Sainte-Ruffine.
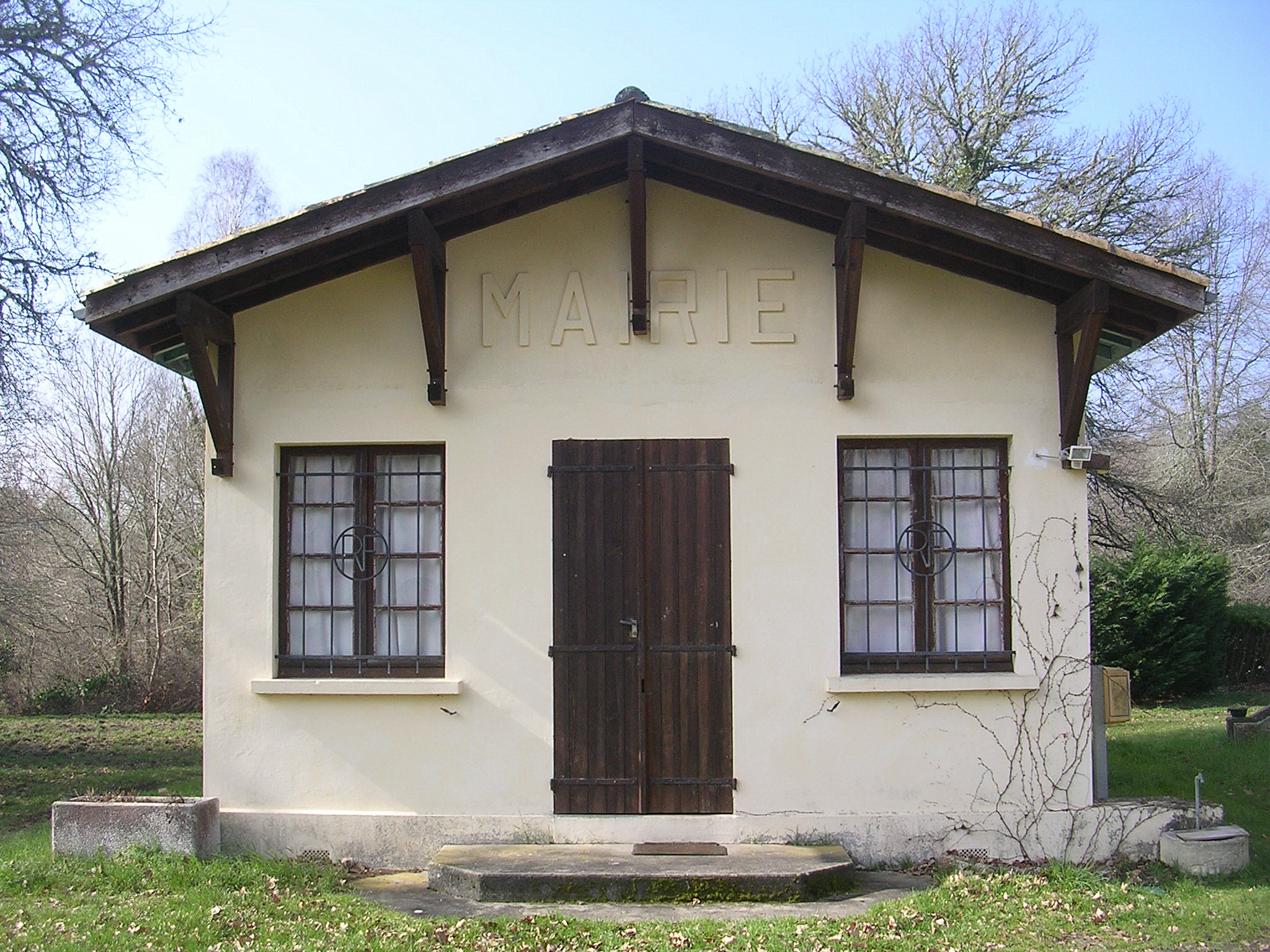
Ancienne mairie de Biganon.